# Acontia grisescens
Acontia grisescens là một loài bướm đêm trong họ Noctuidae.